# Erasmus von Venningen
Erasmus von Venningen († 1589) war ein Reichsritter aus der linken Neidensteiner Linie der Herren von Venningen. Er war kurpfälzischer Amtmann in Bretten, Hofrichter in Heidelberg und Obervogt in Neuenbürg.

## Familie
Erasmus von Venningen war der Sohn von Conrad von Venningen, badischer Rat und Landhofmeister, und der Maria von Hirschhorn († nach 1556). Erasmus hatte folgende Geschwister: Christoph († 1545), württembergischer Rat und Obervogt zu Vaihingen, Johann Moritz († um 1577), Ritter des Johanniterordens, Sebastian, Dorothea, in erster Ehe verheiratet mit Wolf Greck von Kochendorf und in zweiter Ehe mit Friedrich von Stockheim, und Margaretha, verheiratet mit Johann Wolf von Bettendorff. Erasmus von Venningen war mit Siguna von Frundsberg verheiratet. Aus dieser Ehe entstammen die Kinder Ottheinrich († 1611), Wolf Ulrich († 1599), verheiratet mit Barbara von Flersheim, Magdalena († 1603), verheiratet mit Raphael von Helmstatt, und Anna Maria († 1582), verheiratet mit Franz von Sickingen (1539–1597).

## Leben
Erasmus von Venningen war in den 1540er Jahren Amtmann beim Oberamt Bretten. Er nahm mehrfach an Reichstagen teil als Vertreter der Reichsritterschaft: 1547 in Augsburg und 1557 in Speyer. Ebenfalls 1557 ist er als Hofrichter unter dem Kurfürsten Ottheinrich von der Pfalz bezeugt.
1532 hatte er gemeinsam mit seinem Bruder Christoph den Besitz des Vaters geerbt. 1542 teilten die Brüder den Besitz.

## Reformation
Im Jahr 1552 setzte Erasmus von Venningen als Ortsherr in Dühren den lutherischen Pfarrer Daniel Schwahn ein. Der gesamte Kraichgauer Adel folgte Luthers Lehre. Erasmus wurde 1559/60 Mitglied im Oberrat der Kurpfalz. Nachdem aber Friedrich III. 1560 in der Kurpfalz die neue Abendmahlslehre und die kirchlichen Zeremonien der Reformierten einführte, trat Erasmus als überzeugter Lutheraner aus dem kurpfälzischen Oberrat aus und legte sein Amt als Hofrichter nieder. Der Einfluss der Lutheraner in der Kurpfalz schwand, sie verloren nach und nach ihre Stellen, und Erasmus von Venningen trat in württembergische Dienste und wurde 1569 Obervogt beim Oberamt Neuenbürg.